# Monte Jackson (Antártida)
El monte Jackson, también denominado monte Andrew Jackson, y monte Ernest Gruening, es un nunatak de la Antártida, situado en la península Antártica —sector Tierra de Palmer— en el cordón orográfico denominado Antartandes, en las coordenadas: 71°23′S 63°22′W. 
Es una montaña aislada y prominente, que se eleva sobre la meseta cubierta de hielo, destacándose especialmente en las vistas a sus laderas sur y este, mientras que su flanco norte está ocupado por un gran circo glaciar. Al oeste se encuentra la meseta Dyer, y los montes Batterbee, Avión Cruz del Sur, y Parodi. Hacia el este se encuentra la costa Black, que lo separa del mar de Weddell. 
Fue descubierta por miembros del Servicio Antártico de los Estados Unidos entre 1939 y 1941, siendo avistado durante vuelos aéreos que se efectuaban para el reconocimiento del relieve de la meseta de hielo. Nombrado en honor a Andrew Jackson, séptimo Presidente de los Estados Unidos, quien firmó la ley que autorizó la expedición de exploración de los Estados Unidos, entre 1838 y 1842, encabezada por el teniente Charles Wilkes de la Marina de los Estados Unidos.
Con 3050 m s. n. m. de altitud, es la 3ª cumbre más elevada del sector de la Antártida reclamado por la Argentina, al que denomina Antártida Argentina, y al mismo tiempo, es la 3ª cumbre máxima de la Provincia de Tierra del Fuego, Antártida e Islas del Atlántico Sur, si se tienen en cuenta los sectores de soberanía reclamada. También se sitúa dentro de los sectores reclamados por Chile (Territorio Chileno Antártico), y por el Reino Unido (Territorio Antártico Británico); al igual que todos los reclamos de soberanía antártica, se encuentran en suspenso por la aplicación del artículo 4 del Tratado Antártico. 
También se reportan altitudes de 3184 m s. n. m. (10,446 ft) con prominencia de 2187 m (7,175 ft).